# 白山城 (安芸国)
白山城（しろやまじょう）は、安芸国白市（広島県東広島市高屋町白市）にあった戦国時代の日本の城（山城）。指定名称「平賀氏の遺跡」の1つとして、御薗宇城・頭崎城と共に県の指定史跡。

## 歴史・沿革
文亀3年（1503年）に平賀氏当主の平賀弘保は、居城であった御薗宇城の防備に不安を感じ、白山城を築いて居城とした。しかし、この城も堅城とまではいかず、白市を眼下に望み経済的には有利な城であったが、近隣に滝山城、新開城等の支城を整備して、最終的には頭崎城を築くまでに至った。
平賀弘保の息子、平賀興貞は頭崎城に入ったが、後に大内氏と尼子氏との対応で意見が異なり、親子で度々争った。後に毛利氏の介入によって親子の争いに終止符を打ち、家督を平賀隆宗に継承させた。
城は頭崎城が完成後も維持された。廃城年は不明。

## 概要
白市の街を見下ろす標高314メートル（比高130メートル）の城山に築かれた山城で、最高所の曲輪は三段に分かれており、その周囲を帯郭が取り囲んでいる。この曲輪群から北西・南の尾根上には中小の曲輪が配置されて防備を固めていた。
また、城内には松尾芭蕉の門人志太野坡の高弟で、俳人多賀庵風律が寛政5年（1793年）に建てた「鶯塚」の石碑が残る。

## 城下町白市
城下には平賀弘保が永正2年（1505年）に建立した光政寺があり、一族の木原家の歴代墓所が残る。その木原家は平賀弘保の弟、木原保成を祖とする一族で、初代の保成は慶長5年（1600年）に平賀元相が長門国萩に移住すると、毛利氏を離れて紀伊国和歌山を領した浅野氏に仕えた。その後、この故地に戻って商売を始め、江戸時代初期から酒造業や塩田業を営み、安芸国有数の商家として栄えた。現在でも白市に残る寛文5年（1665年）に建てられた「木原家住宅」は、昭和41年（1966年）6月11日に国の重要文化財に指定されている。
白市は江戸時代に入ると、交通の要衝として栄え、元和3年（1617年）に牛馬市が開かれるようになると、その発展を加速させた。この白市の牛馬市は中国地方の三大市と呼ばれ、伯耆国大山、備後国久井とともに、明治から昭和の戦前にかけて大いに賑わった。

## 参考資料
- 広島県教育委員会『広島県中世城館遺跡総合調査報告書』